# Магдалена Живановић
Магдалена Живановић је била кћерка Јове Николића, трговца и Јелке, кћерке познатог газде и једног од најистакнутијих Срба у граду Бијељини Пере Живановића (1830—1890). Остала је позната као инспирација неких романа Јована Дучића.

## Биографија
Као већина дјеце из угледних српских породица у Бијељини, Магдалена се образовала у Српској основној школи. Иако је васпитавана у традиционалном патријархалном духу и припремана за удају за 'добру прилику', Магдаленину младост и цијели живот обиљежило је познанство са касније познатим пјесником и дипломатом Јованом Дучићем током његовог кратког службовања у Српској основној школи у Бијељини 1893/1894. године.
Љубав која се родила у том кратком периоду између младог учитеља и дјевојке из Бијељине, по Дучићевом одласку из града преточила се у вишегодишње дописивање. Магдалена и Јован се више никада нису срели, она је остала неудата, а он неожењен. Неостварена љубав и дописивање имали утицаја и на Магдаленине пјесничке исказе, а посебно на чињеницу да је своје радове прослијеђивала тада најпопуларнијем и најзначајнијем српском часопису у Босни и Херцеговини "Босанској вили" гдје су објављивани током 1895. и у 1909. години.
Магдалена је рано остала без оца, па је бригу о њој преузео дјед по мајци — богати и угледни бијељински трговац Перо Живановић. То ће много утицати на њено патријархално формирање и васпитање.
Најпотпуније животописне податке, с приказивањем тадашњих друштвено-политичких прилика у Бијељини, о доласку младог учитеља и пјесника Јована Дучића, о школовању и познанству с Дучићем, као и о књижевној заоставштини прве бијељинске пјесникиње Маге Живановић, дао је пасионирани бијељински хроничар и пјесник Мустафа X. Грабчановић, који је иза себе оставио пјесничку збирку "Крајолици моје Семберије" и необјављену монографију из културне историје Бијељине и околине.
Јован Дучић, као млади учитељ 1893. године, долази у Бијељину, гдје остаје двије године радећи као учитељ у школи. Његово дјеловање било је запажено и на кутурно-просвјетном пољу. У Бијељини упознаје Магдалену Живановић. То познанство склопљено је на светосавској свечаности у Бијељини (27. јануара 1894. године). Она је учествовала у припремању програма посвећеном светом Сави и рецитовала је познату Змајеву родољубиву пјесму "Светли гробови".
Магдалена Живановић почиње да пише и објављује прве своје поетско-лирске стихове. Била је паметна, вриједна и надарена дјевојка без много школе. Имала је само два разреда трговачке школе. Поетско-лирске инспирације и надахнуће даривао јој је управо Јован Дучић. Он је 1895. године напустио Бијељину и преселио се у Мостар и од тада их је само даљина раздвајала, а у мислима су били заједно.

## Књижевна дјела
Најпознатије су јој двије објављене пјесме "Што тужи срце твоје" и "Пјесма без наслова".
У стиховима њених лирских љубавних пјесама и рефлексија преовладавају емотивни и љубавни тонови, елегичне мотивске садржине и израза.
"Кад је над нама пустош
развила дивна крила;
а судба кобна и тешка
између нас се свила.
Умири срце своје
што болно уздахе крије!
На овом свијету, душо,
ништа вјечито није "!"
(што тужи срце твоје)
У "Пјесми без наслова" (објављена у "Босанској вили") опет је доминантан лирски пјеснички израз:
"Ту суморно душа моја мира тражи
а у чежњи тебе чека
Груди дршћу, усне шапћу, болно тијо;
кад ћеш доћи из далека?
и већ руке теби пружам, душа пламти,
па у миљу тебе чека,
ал' забрује ноћни Гласи, сенка неста,
— нема тебе из далека!
Поетско-лирски израз Магдалене Живановић посвећен је пјеснику Јовану Дучићу. Од настанка ових стихова прошао је један вијек, а из њих и данас, избија нека поетска енергија, љубав и чежња за Дучићем, који је на својим, пјесничким и дипломатским блиставим путевима, отишао далеко.
Свакако, у њеном стваралачком немиру родила се права поезија — поезија прве српске поетесе са ових српских духовних простора. Њен поетско-лирски израз има изузетан значај за нашу културну и књижевну традицију. Пјесникиња Магдалена Живановић била је неправедно запостављена.

## Магина кућа трагична као и њена љубав
Најзнаменитија грађевина у Бијељини, кућа у којој је некада живјела Магдалена Николић-Живановић, велика љубав Јована Дучића, данас изгледа трагично, као и прича коју носи.
Успомена на велику љубав пропада, а недавно је била запаљена. Кров је изгорио, па је сада то ругло у центру града, које сви жале, али нико ни прстом да мрдне да се кућа љубави поправи.
А многи се у Бијељини поносе што је њихов град познат по Маги и Јовану. Књижевни клуб "Јован Дучић" поставио је спомен-плочу на кућу, која је и тада била руина. Годинама су се у њој склањали бескућници и луталице.
Забиљежено је да су се на светосавској свечаности у Бијељини 1894. године зближили млади учитељ Јован Дучић и дјевојка Магдалена из угледне трговачке породице. По једној верзији Магдалена и Јован су се тајно вјерили. У малом граду тако нешто није могла да остане тајна. Њихова веза многима је засметала, а посебно њеном дједу, јер је хтио да се његова унука богато уда. Услиједили су полицијски претреси Дучићевог стана. Пронађене су неке, за то вријеме, инкриминисане пјесме, па је учитељ, због родољубиве поезије, протјеран са забраном рада у школама тадашње БиХ.
Магдалена остаје сама у Бијељини, чекајући да јој се врати њен пјесник. До њиховог поновног сусрета никада више није дошло. Додуше, стизало је доста писама из Херцеговине у којима Јован Дучић изражава велику љубав према Магдалени Живановић, али касније и то престаје.
Постоји и прича да је дјед Магдалену довео пред икону и затражио да се закуне да се неће удати за Дучића. По тој причи она се заклела да се никада неће удати.
И није се удала. Писала је поезију, а инспирација за њено стваралаштво био је Јован Дучић. Остала је позната и по потписима својих пјесама Мага Ж. или Мага Живановић.
Послије одласка Јована Дучића, Магдалена се затворила у дједовој кући, у центру Бијељине. Много њих је било умијешано у ову велику љубав, а испаштали су само њих двоје, без могућности да једно другом кажу шта им се то догодило. Магдалена Живановић се упокојила 1956. године у осамдесетој години живота. Све вријеме била је сама, са сјећањима на своју велику љубав.